# Kurhessische Ständeversammlung

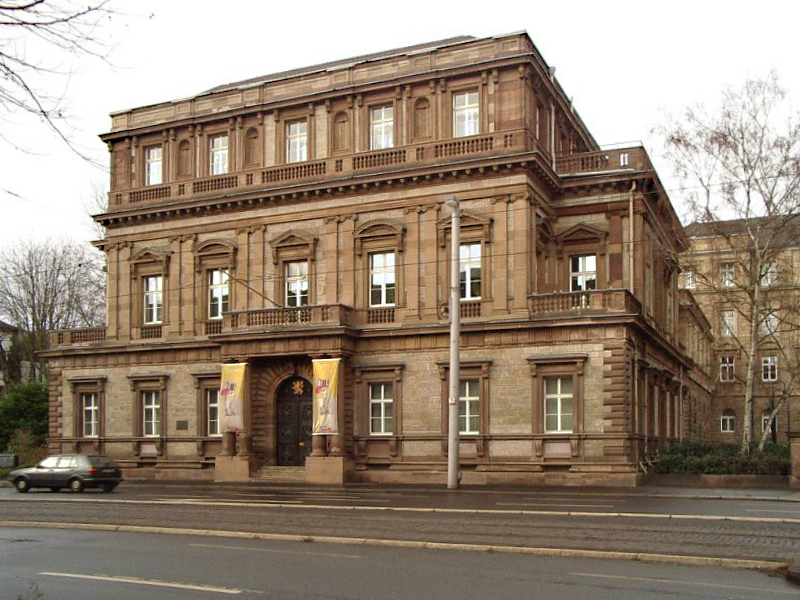
Ständehaus in Kassel

Die kurhessische Ständeversammlung entstand nach den Unruhen von 1830 im selben Jahr als konstituierende Ständeversammlung zur Beratung und Verabschiedung einer Verfassung. Die Verfassung wurde 1831 in Kraft gesetzt. Die Versammlung bestand bis zur Annexion des Staates durch Preußen im Jahr 1866. Sitz war seit 1836 das Ständehaus in Kassel.

## Vorgeschichte
In der Landgrafschaft Hessen-Kassel bestanden die Landstände der Landgrafschaft Hessen formal fort, auch wenn sie keine Bedeutung mehr hatten. Im restaurierten Kurfürstentum Hessen erklärte Kurfürst Wilhelm I. 1813 alle im Königreich Westphalen getroffenen Entscheidungen für ungültig. Rechtlich sollte der Stand von 1805 zurückgesetzt werden. Damit endete die Geschichte der Reichsstände des Königreichs Westphalen. Allerdings weigerte sich der Kurfürst, die Landstände der Landgrafschaft Hessen wieder einzusetzen. Stattdessen berief er mit Patent vom 27. Dezember 1814 auf den 1. März 1815 einen Landtag ein. Diesem sollten angehören: der Erbmarschall Carl Georg Riedesel zu Eisenbach, zwei Vertreter der Prälaten, 5 Vertreter der Ritterschaft, 8 Vertreter der Städte und 5 der Bauernschaft. Der Landtag forderte die Rückkehr zur alten Verfassung und lehnte die Finanzpolitik ab. Trotz der Entwertung der Obligationen des Königreichs Westphalen und der Willkür bei der Restitution der unter der französischen Herrschaft enteigneten Besitztümer war die Finanzlage des Kurfürstentums schlecht. Der Landtag weigerte sich, dem Kurfürsten in finanziellen Fragen entgegenzukommen, und wurde zunächst vertagt und dann mit Reskript vom 2. Mai 1816 aufgelöst.
Am Landtag von 1815/16 nahmen folgende Delegierte teil:
| Kurie        | Delegierter                                 | Anmerkung |
| ------------ | ------------------------------------------- | --- |
| Erbmarschall | Carl Georg Riedesel zu Eisenbach            | als Präsident |
| Prälaten     | Friedrich von Heydwolff                     | Ritterschaftliches Stift Kaufungen                                                                                  |
| Prälaten     | Georg Robert                                | Universität Marburg                                                                                                 |
| Ritterschaft | Carl Otto Johann von der Malsburg           | Diemelstrom |
| Ritterschaft | Ernst von Baumbach                          | Fuldastrom |
| Ritterschaft | Karl Friedrich August von Dalwigk           | Schwalmstrom |
| Ritterschaft | Franz Carl Ernst Wilhelm Rau von Holzhausen | Lahnstrom |
| Ritterschaft | Carl von Eschwege                           | Werrastrom |
| Städte       | Ludwig Stern                                | Kassel |
| Städte       | Carl Ludwig Hast                            | Marburg und die Städte des Lahnstroms                                                                               |
| Städte       | George Neuber                               | Grafschaft Katzenelnbogen                                                                                           |
| Städte       | Carl Wilhelm Rohde                          | Homburg und die Städte des Schwalmstroms                                                                            |
| Städte       | Hieronymus Kleinhans                        | Wolfhagen und die Städte des Diemelstroms                                                                           |
| Städte       | Jonas Christoph Lutz                        | Schmalkalden und die Städte des Werrastroms (nach dessen Tod trat 1816 Johann Christoph Vogeley in den Landtag ein) |
| Städte       | Georg Heinrich Schröder                     | Hersfeld und die Städte des Fuldastroms (nach seinem Tod am 18. April 1815 trat Arnold Sinning in den Landtag ein)  |
| Städte       | Johann Caspar Schwieder                     | Frankenberg und die Städte des Lahnstroms                                                                           |
| Bauernstand  | David Ferdinand Schultz                     | Fuldastrom |
| Bauernstand  | Johann Heinrich Lauer                       | Lahnstrom |
| Bauernstand  | Friedrich Scheffer                          | Schwalmstrom |
| Bauernstand  | Christoph Schneider                         | Diemelstrom |
| Bauernstand  | Christian Gottfried Vaupel                  | Werrastrom |

Der Landtag war ein Partikularlandtag: Hanau war nicht vertreten (dort hatte es historisch keine Landstände gegeben), für die Grafschaft Schaumburg wurde ein gesonderter Landtag nach Rinteln einberufen.
Abgesehen von dem gescheiterten Landtag 1815/16 gab es im restaurierten Kurfürstentum Hessen keine Volksvertretung und auch keine Verfassung, obwohl Artikel 13 der Deutschen Bundesakte zur Einrichtung einer landständischen Verfassung verpflichtete. Sowohl Kurfürst Wilhelm I. wie auch sein Nachfolger Wilhelm II. lehnten den Konstitutionalismus ab. Im Zusammenhang mit der Julirevolution von 1830 kam es im Herbst des Jahres zu Unruhen in Kurhessen. Dabei spielten auch wirtschaftliche und soziale Probleme neben einer seit langem bestehenden politischen Unzufriedenheit eine Rolle. Auch die unpassende Beziehung des Kurfürsten zu seiner Mätresse trugen zu den Protesten bei. Die Unruhen nahmen solche Ausmaße an, dass der Deutsche Bund eine Bundesintervention plante. Der Kurfürst sah sich gezwungen, einen Landtag einzuberufen und eine Verfassung zuzugestehen. Eine konstituierende Ständeversammlung trat am 16. Oktober 1830 zusammen. Der Verfassungsausschuss wurde von Sylvester Jordan geleitet. Am 5. Januar 1831 trat die neue Verfassung in Kraft.

## Struktur im Vormärz
Die Kurhessische Verfassung von 1831 war eine der fortschrittlichsten ihrer Zeit. Außergewöhnlich war das Einkammer- statt des sonst üblichen Zweikammer-Parlaments. Auch das Wahlrecht war bemerkenswert: für sechzehn Abgeordnete aus Stadt und Landgemeinden bestand das völlig freie Männerwahlrecht. Für diese bestanden keine Zensusschranken. Im Übrigen galt ein Zensuswahlrecht: Dienstboten, Gesellen, Arbeiter und vergleichbare Berufsstände blieben von der Wählbarkeit ausgeschlossen.
Insgesamt bestand das Parlament aus 53 Abgeordneten. Davon entfielen 20 Sitze auf die Prinzen des Herrscherhauses, die Standesherren, die Prälaten und Ritter oder deren Vertreter. 17 Mandate standen den Städten und der Universität Marburg zu. Hinzu kamen 16 Mandate für Vertreter der Bauern.
Die Kammer bestand gemäß § 63 der Verfassung im Detail aus
- den Prinzen des kurfürstlichen Hauses
- den Oberhäuptern der standesherrlichen Familien
- dem Erbmarschall, also dem Senior der Familie Riedesel
- einem der ritterschaftlichen Obervorsteher des Stiftes Kaufungen und Wetter
- einem Abgeordneten des Landesuniversität Marburg
- je einem Abgeordneten der fünf Bezirke der althessischen Ritterschaft (Diemel, Fulda, Schwalm, Werra und Lahn)
- einem Abgeordneten der Ritterschaft der Grafschaft Schaumburg
- einem Abgeordneten aus dem ehemals reichsunmittelbaren Adel in den Kreisen Fulda und Hünfeld
- einem Abgeordneten aus dem ehemals reichsunmittelbaren und sonst stark begüterten Adel in der Provinz Hanau
- 16 Abgeordneten der Städte nämlich
  - je zwei aus Kassel und Hanau
  - je einer aus Marburg, Fulda und Schmalkalden
  - Hersfeld und Melsungen teilen sich einen Abgeordneten. Für jeweils zwei Landtage durfte Hersfeld, dann für einen Landtag Melsungen den Abgeordneten wählen
  - ein weiterer Abgeordneter wurde in gleicher Weise von Hersfeld und Melsungen sowie den Städten Lichtenau, Rotenburg, Sontra, Spangenberg und Waldkappel bestimmt
  - Jeweils einen Abgeordneten wählen
    - Rinteln, Obernkirchen, Oldendorf, Rodenberg und Sachsenhagen
    - Hofgeismar, Karlshafen, Grebenstein, Helmarshausen, Immenhausen, Liebenau, Naumburg, Trendelburg, Volkmarsen,  Wolfhagen und Zierenberg
    - Homberg, Borken, Felsberg, Fritzlar, Gudensberg, Neukirchen, Niedenstein, Schwarzenborn, Treysa und Ziegenhain
    - Eschwege, Allendorf, Großalmerode, Wanfried und Witzenhausen
    - Frankenberg, Amöneburg, Frankenau, Gemünden, Kirchhain, Neustadt, Rauschenberg, Rosenthal, Schweinsberg und Wetter
    - Hünfeld, Salmünster, Schlüchtern, und Steinau
    - Gelnhausen, Bockenheim, Wächtersbach und Windecken
- 16 Vertretern der Landbezirke[4]

Das Parlament musste allen Gesetzen zustimmen. Es hatte außerdem, anders als die anderen Landtage im Deutschen Bund, das Recht auf Gesetzesinitiative. Das Parlament hatte ein weitgehendes Etatrecht sowie das Recht, über die Ausgaben Auskünfte von den Behörden zu verlangen. Auch gab es nur in Kurhessen das Recht und sogar die Pflicht auf Ministeranklage, sollten sich die Minister eines Verfassungbruchs schuldig gemacht haben; allerdings konnte der Kurfürst das Parlament auflösen und damit eine Ministeranklage verhindern.
In der Verfassungsrealität entwickelte sich die Landständeversammlung zu einem Forum der Opposition. Als Vertretung der Bevölkerung wurde es zu einem Korrektiv zu den Regierungen.

## Veränderungen nach 1848

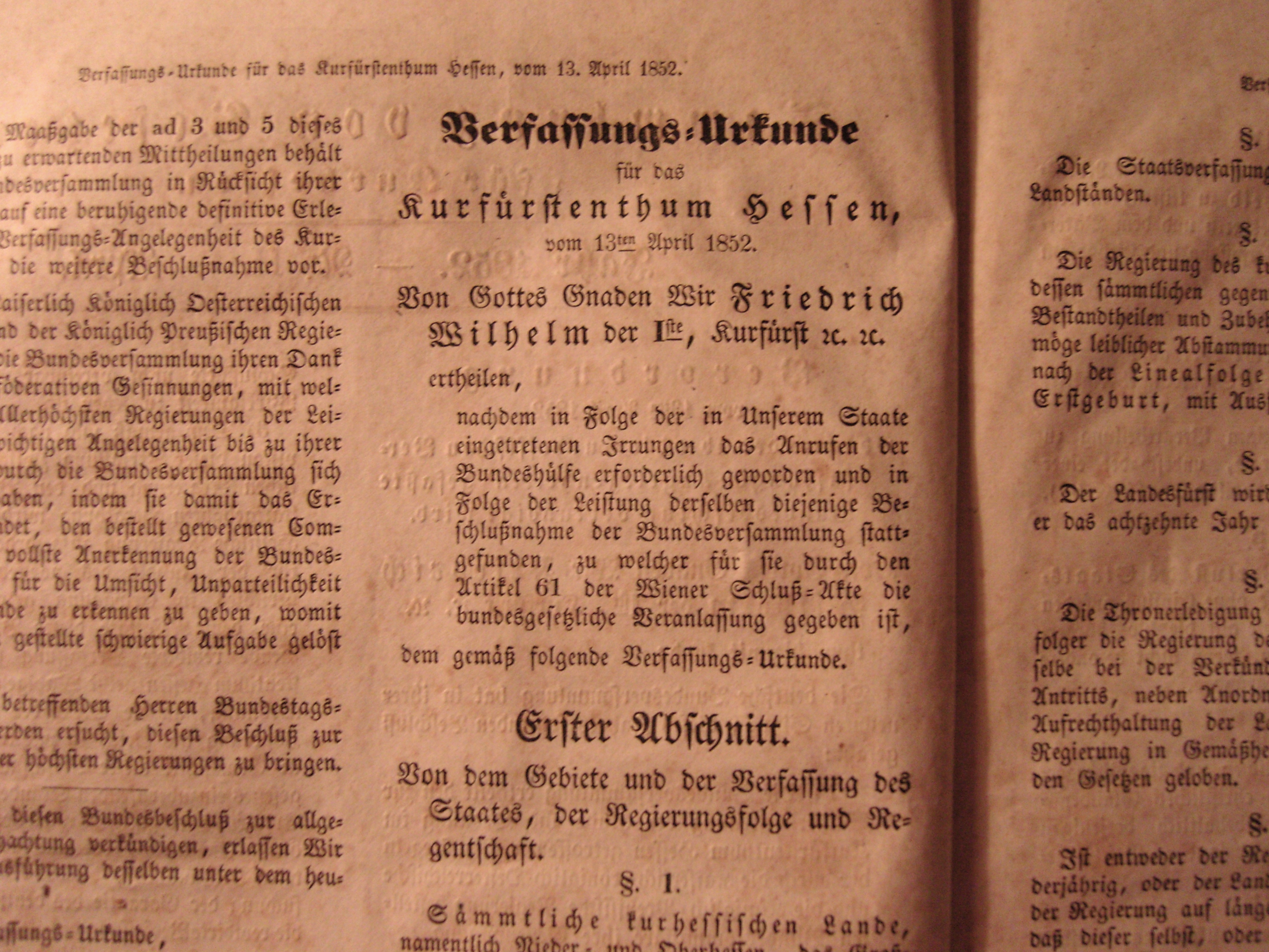
Die zweite Kurhessische Verfassung vom 13. April 1852

Die Zusammensetzung des Parlaments änderte sich durch die Abschaffung von Privilegien während der Revolution von 1848/49. Mit dem Wahlgesetz vom 5. April 1849 traten an die Stelle erblicher Privilegien des Adels sechzehn Vertreter der Höchstbesteuerten.
Das Parlament wurde auch nach der Revolution von der Opposition dominiert. Dies führte mit zum kurhessischen Verfassungskonflikt im Jahr 1850. Dagegen kam es zu einer Bundesintervention durch den Deutschen Bund und der Besetzung des Landes durch die sogenannten Strafbayern.
In der Zeit der Reaktion wurde am 13. April 1852 eine neue oktroyierte Verfassung erlassen. Dadurch wurde ein Zweikammerparlament eingeführt. In der neuen ersten Kammer saßen die Prinzen, die Ritter, Prälaten und die Universität Marburg. Das Parlament verlor zudem weitgehend das Recht auf Gesetzesinitiative und die Ministeranklage und musste Einschränkungen im Budgetrecht hinnehmen.
Aber auch entgegen der Wahlbeeinflussung durch die Regierungen blieb die Ständeversammlung ein Hort der Opposition. Dies verstärkte sich nach 1859. Das Parlament war nunmehr von den in Fraktionen organisierten Oppositionskräften dominiert. Damit begann auch eine verschärfte Agitation um die Wiederherstellung der Verfassung von 1831 und der Rechte der Ständeversammlung. Der tiefgreifende Konflikt konnte von Seiten der Regierung trotz mehrfacher Parlamentsauflösung nicht beseitigt werden. Schließlich intervenierte der Deutsche Bund: Im März 1862 stimmte der Bundestag einem österreichisch-preußischen Antrag zu, dass die alte Verfassung mit Ausnahme von bundeswidrigen Artikeln wiederherzustellen sei. Der unwilligen kurhessischen Regierung drohte Preußen mit militärischer Besetzung. Preußische Truppen standen bereits an der Grenze. Kurhessen gab nach. Allerdings standen sich auch weiterhin die Kammermehrheit und die Regierung als Konfliktparteien bis zum Ende des Staates 1866 gegenüber.

## Präsidenten
| Landtag                   | Präsident                                             | Amtszeit                | Anmerkung |
| ------------------------- | ----------------------------------------------------- | ----------------------- | --- |
| Landtag von Hessen-Kassel | Carl Georg Riedesel zu Eisenbach                      | 1815/1816               | Vom 15. Februar 1816 bis zum 10. Mai 1816 ließ er sich durch Friedrich Wilhelm von Heywolff vertreten                                   |
| Konstituierender Landtag  | August Riedesel zu Eisenbach                          | 1830                    | als Erbmarschall |
| 1. Landtag                | Burkhard Wilhelm Pfeiffer                             | 1831                    | Da sein Mandat für ungültig erklärt wurde, schied er aus. Er wurde in der Nachwahl zwar bestätigt, war dann aber einfacher Abgeordneter |
| 1. Landtag                | Friedrich Heinrich Ludwig Wilhelm von Trott zu Solz   | Mai 1831–1832           | Wurde Minister |
| 1.–2. Landtag             | Ludwig Georg Karl Wilhelm von Baumbach(-Ropperhausen) | 1832–1833               | |
| 3.–5. Landtag             | Carl Schomburg                                        | 1833–1838               | |
| 6. Landtag                | Johannes Daniel Wilhelm Ludwig Schwarzenberg          | 1838                    | |
| 7.–8. Landtag             | Moritz Ernst von Baumbach(-Kirchheim)                 | 1839–1844               | |
| 9. Landtag                | Friedrich August Wilhelm Nebelthau                    | 1846–1846               | |
| 10. Landtag               | Friedrich Heinrich Ludwig Wilhelm von Trott zu Solz   | 1847-März 1848          | |
| 10. Landtag               | Ludwig Carl Wilhelm von Baumbach(-Kirchheim)          | 1848                    | |
| 11.–12. Landtag           | Johannes Daniel Wilhelm Ludwig Schwarzenberg          | November 1848-Juni 1850 | |
| 13. Landtag               | Karl Theodor Bayrhoffer                               | 1850                    | |
| 14. Landtag 1. Kammer     | Ferdinand von Schutzbar gen. Milchling                | 1852–1854               | |
| 15. Landtag 1. Kammer     | Ludwig Riedesel zu Eisenbach                          | 1855–1857               | |
| 16.–18. Landtag 1. Kammer | Ferdinand von Schutzbar gen. Milchling                | 1858–1861               | |
| 14. Landtag 2. Kammer     | Friedrich Heinrich Ernst Leopold Scheffer             | 1852–1854               | |
| 15.–16. Landtag 2. Kammer | Georg Heinrich Zuschlag                               | 1855–1860               | |
| 17.–20. Landtag 2. Kammer | Friedrich August Wilhelm Nebelthau                    | 1860–1862               | |
| 21. Landtag               | Friedrich August Wilhelm Nebelthau                    | 1862–1866               | |